# Олга Јовичић
Олга Јовичић Рита (Ужичка Пожега, 3. фебруар 1921 — Дуге, код Прозора, 11. јул 1942) била је учесница Народноослободилачке борбе и народни херој Југославије. Прва је жена политички комесар у Народноослободилачкој војсци Југославије.

## Биографија
Рођена је 3. фебруара 1921. године у Ужичкој Пожеги. Отац Душан, кројач, био је познати комуниста, па је породица морала да се због полицијског прогона убрзо по Олгином рођењу, пресели у Краљево, где је Олга завршила основну школу и гимназију. У петом разреду гимназије укључила се у лево оријентисани омладински покрет, а у шестом разреду је постала истакнути члан СКОЈ-а. Године 1939. године отишла је на студије у Београд, где је студирала технологију. На факултету је брзо избила у прве редове напредних студената. Децембра 1939. учествовала је у студентским демонстрацијама и сукобима са полицијом. У чланство Комунистичке партије Југославије (КПЈ) примљена је 1940. године.
Окупаторска полиција је хапси после напада Немачке на Совјетски Савез, јула 1941. године. Упркос злостављању Олга се у затвору добро држала. Августа 1941. побегла је из затвора са једном другарицом и другом. Олга је прешла Ибар и побегла на планину Гоч. Тада је ступила у Краљевачки партизански одред „Јован Курсула“. Олга и њена другарица биле су прве партизанке у Краљевачком одреду. У Одреду постаје руководилац за агитацију и пропаганду, одлази у села, држи говоре и састанке.
За време Прве непријатељске офанзиве повлачи се са главнином партизанских јединица у Санџак. При формирању Прве пролетерске ударне бригаде, у Рудом, 21. децембра 1941. године, на захтев свих бораца Краљевачког одреда, именована је за политичког комесара Прве чете Четвртог (краљевачког) батаљона. Олга је била прва жена политички комесар у Народноослободилачкој војсци Југославије.
Олга је храбро издржала све борбе које је водио Четврти (краљевачки) батаљон Прве пролетерске бригаде. Боље него остали борци она издржава напоре Игманског марша, борби на Јахорини, у Другој и Трећој непријатељској офанзиви, у походу на Босанску крајину и у покрету ка сливу Неретве. Олга је оправдала поверење које се јој дали борци Краљевачког батаљона избором за комесара чете.
Када је непријатељ опколио партизанске јединице на Романији, у зиму 1942. године, и настојао да их уништи, Прва чета Четвртог батаљона добила је задатак да затвори правац од Рогатице. Олга је била болесна, са високом температуром, командир чете и борци једва су је наговорили да остане у амбуланти. После неколико километара Олга је стигла чету, није могла да остане у амбуланти док њена чета иде на тако важан и одговоран задатак. Те ноћи заједно са четом пробијала се кроз снежне наносе на Романији, ка Јахорини, и учествовала у свим борбама.
Јула 1942. године, у време борби за Прозор, дуго је убеђивала муслиманске жене у селу Дуге, где је био смештен Четврти (краљевачки) батаљон, да помогну и прихвате борце. Када се враћала на положај своје чете, из неутврђеног правца је испаљен на њу митраљески рафал. Пала је тешко рањена. Другови су је однели у село Дуге где је ускоро подлегла ранама. Првобитно је сахрањена у селу Дуге, потом је пренета у Краљево и сахрањена у породичној гробници, а 1977. њени посмртни остаци су пренети у Алеју носилаца Партизанске споменице 1941. на Старом гробљу.
Одликована је Орденом заслуге за народ, а указом Президијума Народне скупштине ФНР Југославије 20. децембра 1951. проглашена је за народног хероја.